# Richard Norton
Richard Norton (6 de gener de 1950, Austràlia) és un artista en arts marcials, actor de pel·lícules d'acció i doble de cinema. Treballà com a guardaespatlles abans de començar la seva carrera com a actor. La seva primera aparició va ser el 1980 amb Chuck Norris a la pel·lícula The Octagon i ha treballat en unes 70 pel·lícules i programes de televisió.

## Filmografia
- The Octagon (1980) – Kyo
- Force: Five (1981) – Ezekiel
- Forced Vengeance (1982) – Herb
- Gymkata (1985) – Zamir
- Twinkle, Twinkle Lucky Stars (1985) – Caucasian Assassin
- American Ninja (1985) – MP (uncredited)
- Equalizer 2000 (1986) – Slade
- Future Hunters (1986) – Matthew
- Millionaire's Express – (1986) – Bandit
- Magic Crystal (1987) – Karov
- Return of the Kickfighter (1987) – Brad Cooper
- The Fighter (1987) – Ryan Travers
- Fight to Win (1987) – Armstrong
- Not Another Mistake (1987) – Richard Straker
- Jungle Assassin (1988)
- Hawkeye (1988)
- Licence to Kill (1989)
- The Sword of Bushido (1989) – Zac Connors
- Hyper Space (1989) – Thomas Stanton
- The Blood of Heroes (1989) – Bone
- Blood Street (1990)
- China O'Brien (1990) – Matt Conroy
- China O'Brien II (1991) – Matt Conroy
- Raiders of the Sun (1992) – Brodie
- Rage and Honor (1992) – Preston Michaels
- Lady Dragon (1992) – Ludwig Hauptman
- Ironheart (1992) – Milverstead
- City Hunter (1993) – MacDonald
- Rage and Honor II (1993) – Preston Michaels
- Deathfight (1994) – Jack Dameron
- Direct Hit (1994) – Rogers
- CyberTracker (1994) – Ross
- The Ultimate Warrior (1995) – Earth Warlord
- Tough and Deadly (1995) – Agent Norton
- Under the Gun (1995) – Frank Torrence
- For Life or Death (1996)
- Soul of the Avenger (1997) – Sir Xavier
- Strategic Command (1997) – Carlos Gruber
- Mr. Nice Guy (1997) – Giancarlo
- Tex Murphy: Overseer (1998) – Big Jim Slade
- Black Thunder (1998) – Rather
- Nautilus (2000) – John Harris
- The Rage Within (2001) – Keller
- Amazons and Gladiators (2001) – Lucius
- Redemption (2002) – Tom 'Snake' Sasso
- Dream Warrior (2003) – Archer
- Mind Games (2003) – Carter Tallerin
- Road House 2: Last Call (2006) – Victor Cross
- Under a Red Moon (2008) – Jonathan Dunn
- Man of Blood (2008) – Lee Francis
- Dead in Love (2009) – Danny's Dad